# ترجمه هم‌زمان
ترجمهٔ شفاهی (به انگلیسی: Interpretation یا interpreting)، (که ترجمه همزمان نوعی از آن محسوب می‌شود)عبارت است از برگرداندن یک مفهوم از زبان مبدأ به زبان مقصد به صورت شفاهی. آنچه مترجم مکتوب را از مترجم هم‌زمان (شفاهی) متمایز می‌سازد این واقعیت است که مترجم هم‌زمان با قرار گرفتن در یک محیط ارتباطی ملموس و تکرار ناپذیر اجباراً از تکنیک‌ها و شگردهایی استفاده می‌کند که حاصل آن عبارات و جملاتی است که ترجمهٔ کلمه به کلمه محسوب نخواهد شد. مترجمان در سایر حالت‌های ترجمه، زمان کافی برای مرور مجدد و تصحیح واژه‌ها و عبارات ترجمه شده پیش از ارائه به مشتری را داشته اما در ترجمه همزمان، هدف مترجم رساندن پیام در لحظه است. هنگامی که کلمه ای توسط گوینده استفاده می‌شود که معنی مستقیم آن در زبان مقصد وجود ندارد، بسط و گسترش زبان برای رسیدن به معنی صحیح لازم و ضروری است.

## انواع ترجمه شفاهی
- ترجمه شفاهی هم‌زمان (به انگلیسی: simultaneous interpreting)[۲]
- ترجمه شفاهی پیاپی (به انگلیسی: Consecutive Interpreting)

## مترجم هم‌زمان
مترجم هم‌زمان فرصت تغییر دادن عبارات، تصحیح ساختار جملات و انتخاب سبک‌های گوناگون را ندارد و رعایت زمان در بعضی موارد یک نیاز محسوب می‌شود. تنها مزیتی که مترجم هم‌زمان از آن برخوردار است ولی مترجم مکتوب از آن بی بهره است استفاده از پیام‌های جانبی است که از عوامل غیر زبانی چون حرکات دست و چهرهٔ گوینده منبعث می‌شود.
در ترجمهٔ هم‌زمان گفتار ارائه شده توسط متکلم عینیت ملموس نمی‌یابد و در زمان محو می‌شود. آنچه باقی می‌ماند نقش مفاهیم در ذهن مترجم است. حرکات فیزیکی گوینده، پیام را روشنی بیشتری می‌بخشد و به آن غنای بهتری می‌دهد. مترجم هم‌زمان باید در کار خود دارای چنان ذوق و ظرافتی باشد که ترجمه به دست آمده عاری از عیب و نقص باشد زیرا فرصتی برای تصحیح و تجدید نظر یا بازآفرینی وجود ندارد. مترجم هم‌زمان باید دارای خلاقیت بسیار بالا بوده و بتواند در لحظه تصمیم بگیرد.

## انواع ترجمه‌های هم‌زمان
در حال حاضر سه نوع ترجمه هم‌زمان در سازمان‌های بین‌المللی خصوصاً در سازمان ملل متحد معمول است که عبارت‌اند از:
1. ترجمهٔ هم‌زمان مقطع (Consecutive interpreting): در این نوع ترجمه، مترجم با استفاده از فاصله زمانی که پس از قطع موقت کلام گوینده حادث گردیده، مفاهیم را که یا به صورت یادداشت یا به صورت ذهنی در اختیار دارد در زبان مقصد بازآفرینی می‌کند. این فاصلهٔ زمانی می‌تواند معادل دو یا سه جمله باشد و در بعضی موارد به چند دقیقه نیز برسد. هرچه طول این مدت یعنی زمانی که گوینده سخنان خود را ایراد می‌نماید طولانی‌تر باشد، ترجمهٔ ارائه شده نیز کلی تر خواهد بود. با وجود این برخی از مترجمان هم‌زمان به قطعات کامل و طولانی‌تر راغب‌اند زیرا بسیاری از موارد مبهم رفع خواهد شد.
2. ترجمهٔ هم‌زمان همردیف (Simultaneous interpreting): در این نوع ترجمه، مترجم هم‌زمان در حالی که متکلم سخن می‌گوید او نیز به ترجمه پرداخته و جملات را به زبان مقصد برمی‌گرداند. این نوع ترجمه از تمام ترجمه‌های دیگر مشکل‌تر است.
3. ترجمهٔ مکتوب هم‌زمان (Trans - interpreting): نوعی از ترجمه هم‌زمان است که ضمن آن مترجم متن ترجمه شده را همپای سخنران قرائت می‌کند ولی در عین حال نیز اگر به ضرورت عبارتی را سخنران شفاهاً اضافه نماید به موقع ترجمه می‌نماید.[۳]

بنابر تعریفی که در کتاب «اصول فن ترجمه» از انتشارات سمت آمده‌است، ترجمهٔ شفاهی به دو صورت ممکن است محقق شود:
۱) ترجمهٔ شفاهی همزمان:
ترجمهٔ شفاهی همزمان فرایندی فشرده از تبادل سریع داده‌ها و اطلاعات است، مترجمی که به این نوع ترجمه می‌پردازد علاوه بر احاطه کامل بر هر دو زبان مبدأ و مقصد و موضوع سخنرانی، باید سرعت عمل کافی داشته و از توانایی‌های جسمانی و ضریب هوشی خوبی بهره‌مند باشد. ترجمهٔ شفاهی همزمان عمدتاً در نشست‌ها و کنفرانس‌های بین‌المللی یا در هنگام پخش همزمان سخنرانی‌ها و مصاحبه‌های مهم شخصیتهای برجسته در رادیو و تلویزیون مورد استفاده قرار می‌گیرد.
شیوهٔ دیگری از ترجمهٔ شفایی همزمان نیز وجود دارد که به «ترجمهٔ همزمان درگوشی» معروف است و طی آن مترجم در کنار دست یا پشت سر یک یا دو نفر می‌نشیند و مطالب گوینده را به‌طور همزمان و با صدای آهسته برای آن‌ها ترجمه می‌کند. این شیوهٔ ترجمه جز در موارد اجباری و زودگذر توصیه نمی‌شود زیرا تحمل آن برای دیگر حاضران کمی سخت است.
۲) ترجمهٔ شفاهی پیاپی:
در این شیوه مترجم با حضور در سر میز کنفرانس یا با قرار گرفتن در کنار افراد مورد نظر، نخست آنچه را می‌شنود روی کاغذ به صورت  نت‌برداری یادداشت می‌کند، آنگاه هر چند لحظه یکبار و پس از توقف سخنران به کمک یادداشت‌های خود می‌کوشد مطالب سخنران را چنان‌که شنیده و فهمیده‌است در قالب زبان مقصد به مخاطب یا مخاطبان منتقل کند. هر مترجم آزاد است به روش دلخواه خود نت‌برداری کند. این نت‌ها در همان لحظهٔ ترجمه به خاطر یاری رساندن به حافظهٔ مترجم ارزشمند هستند و معمولاً پس از پایان ترجمه دیگر مورد توجه واقع نمی‌شوند زیرا همهٔ مطالب سخنران را منعکس نمی‌کنند و تنها کلمات کلیدی و عبارتهای مهم را در بر می‌گیرند. ترجمهٔ شفاهی پیاپی بیشتر در حین مذاکرات میان شخصیتها یا در جلسه‌های مهم مشورتی و نشستهایی که مسایل تخصصی اعم از سیاسی، علمی، فنی، تجاری و … در آن‌ها مطرح است، کاربرد دارد.

## نحوه انجام ترجمه شفاهی همزمان
در این نوع ترجمه مترجم ابتدا گوش می‌کند سپس محتوا را در ذهن خود تحلیل می‌کند. سپس به زبان مقصد برمی‌گرداند و این اعمال باید به سرعت انجام پذیرد.
برای مثال می‌توان به مترجمان همزمان مربیان فوتبال اشاره کرد.
اگر دقت کرده باشید وقتی مربی فوتبال شروع به صحبت می‌کند. مترجم با یک وقفه کوتاه شروع به ترجمه و عنوان کردن مشائل می‌کند.
این نوع ترجمه فشار زیادی به مغز مترجم می‌آورد پس بهتر است در سخنرانی‌های طولانی حتماً از دو مترجم استفاده کرد.
اگر بخواهیم به صورت خلاصه این فرایند را توضیح دهیم به صورت زیر خواهد بود:
1. مرحله ادراک:هر مترجم شفاهی معمولاً به دو روش پیغام را درک می‌کند که به ادراک شنیداری و ادراک بصری تقسیم می‌شود. یکی از مهم‌ترین عواملی که بر کیفیت ترجمه مؤثر خواهد بود توانایی شنیداری مترجم شفاهی و محیط. نسبت به مواقع معمول است. در فرایند ترجمه شفاهی گوش‌دادن کار پیچیده‌تر و دشوارتری است.
2. مرحله ثبت:نقش مهم حافظه در این مرحله بسیار کلیدی خواهد بود و عامل تعیین‌کننده‌ای در موفقیت یا عدم موفقیت این مرحله یا میزان دریافت مترجم از گفتار بیان شده‌است. یکی از تکنیک‌های این مرحله یادداشت‌برداری است که به نظر می‌رسد در ترجمه شفاهی پیاپی اهمیت بیشتری دارد. ثبت اطلاعات بر اساس درک و فهم صورت می‌پذیرد و به صورت ذهنی و نوشتاری اتفاق می‌افتد.[۵]

## نحوه یادداشت برداری مترجمان
۵ اصل اساسی برای یاد داشت برداری وجود دارد.
1. ایده اصلی را یادداشت کنید.
2. برای کلمات علامت اختصاری بگذارید و به صورت خلاصه بنویسید

برای مثال { ma ge massage }
1. واژگان و جملاتی که تأکیدی است را با یک خط در یاد داشت برداری مشخص کنید تا در ترجمه هم با آن تأکید کنید.
2. ترجیحاً یادداشت‌های خود را به صورت زیر هم و عمودی بنویسید که در موقع ترجمه گیج نشوید.

۵-از علامت‌ها به خوبی استفاده کنید. می‌توان ۸۰ درصد گفتار را با علائم یادداشت برداری کرد.